# Zyprischer Fußballpokal 1938/39
Der Zyprische Fußballpokal 1938/39 war die fünfte Austragung des zyprischen Pokalwettbewerbs. Er wurde vom zyprischen Fußballverband ausgetragen. Das Finale fand am 16. Juli 1939 im GSP-Stadion von Nikosia statt.
Pokalsieger wurde der letztjährige Finalist AEL Limassol. Das Team setzte sich im Finale gegen Titelverteidiger APOEL Nikosia durch. 
Alle Begegnungen wurden in einem Spiel ausgetragen. Bei unentschiedenem Ausgang wurde das Spiel um zweimal 15 Minuten verlängert. Stand danach kein Sieger fest, folgte ein Wiederholungsspiel auf des Gegners Platz.

## Teilnehmer
| First Division (7)                                           | First Division (7)                                           |
| ------------------------------------------------------------ | ------------------------------------------------------------ |
| - EPA Larnaka - AEL Limassol - Aris Limassol - APOEL Nikosia | - Lefkoşa Türk SK - Olympiakos Nikosia - Pezoporikos Larnaka |

## Qualifikation
Das Spiel fand am 23. April 1939 statt.
|                 | Ergebnis |                    |
| --------------- | -------- | ------------------ |
| Lefkoşa Türk SK | 4:0      | Olympiakos Nikosia |

## Viertelfinale
|                     | Ergebnis |                 |
| ------------------- | -------- | --------------- |
| EPA Larnaka         | 1:3      | AEL Limassol    |
| Aris Limassol       | 0:7      | APOEL Nikosia   |
| Pezoporikos Larnaka | 2:3      | Lefkoşa Türk SK |

## Halbfinale
|               | Ergebnis |                 |
| ------------- | -------- | --------------- |
| AEL Limassol  | 2:0      | Lefkoşa Türk SK |
| APOEL Nikosia | Freilos  |                 |

## Finale
| Paarung        | AEL Limassol – APOEL Nikosia |
| Ergebnis       | 3:1 (0:1) |
| Datum          | 16. Juli 1939 |
| Stadion        | GSP-Stadion, Nikosia |
| Schiedsrichter | Yousuf Kaptan |
| Tore           | 0:1 Likourgos Archontides (23.) 1:1 Panikos Aradipiotis (60.) 2:1 Panikos Aradipiotis (63.) 3:1 Kostas Trimikliniotis (80.) |
| AEL Limassol   | Lolos Georgiades „Ppouros“ – Michalis Ksioutas, Kostas Soleas – Vasos Aivaliotis, Giannis Savva, Elissaios Elevtheriou – Panikos Aradipiotis, Christos Nikolaou „Ittalos“, Kostas Aivaliotis, Kostas Trimikliniotis, Dimos Andreou. |
| APOEL Nikosia  | Giorgios Mouskis – Evgenis Samouel, Kostas Kazanos – Andreas Karamanis, Kokis Rossidis, Spiros Petsas – Takis Sokratous „Zetas“, Sokratis Gavriilides, Giorgos Lampertides, Likourgos Archontides.                                  |